# Gray's Inn Road
Gray's Inn Road (o Grays Inn Road), anche conosciuta col nome di Gray's Inn Lane, è una strada del London Borough of Camden, nella città di Londra. 
Il nome della strada è dato dal Gray's Inn, una delle quattro Inn of court di Londra. La strada ha inizio ad Holborn, vicino Chancery Lane, partendo da Pentonville Road; poi, procedendo leggermente verso ovest, terminerà nella High Holborn. Inoltre la strada è rilevante poiché lungo il suo tracciato sorgono molti edifici importanti.

## Storia
L'area di Gray's Inn Road è popolata sin dal Paleolitico.
La strada cambiò molte volte il proprio nome; il suo primo nome fu "Purtepul Road", nome usato fin dai tempi di Enrico III d'Inghilterra: tale nome è dato dal maniero di Portpool, che precedentemente sorgeva lungo il tracciato della strada. Dopodiché il nome si evolse in "Graysynlane" o "Portpole Lane"; oggi Portpole Lane invece è il nome di una strada che parte da Gray's Inn Road.
Gray's Inn Road, prima di giungere al nome attuale, si chiamò anche "Grayes-Inn Lane" nel XVII secolo; da qui il passo fu breve, infatti la strada contenne per la prima volte le parole "Gray's Inn" nel 1738, dove viene chiamata "Gray's Inn Lane".
La strada assunse il nome attuale solo nella prima metà del XX secolo, dove venne per la prima volta chiamata "Gray's Inn Road".

## Trasporti

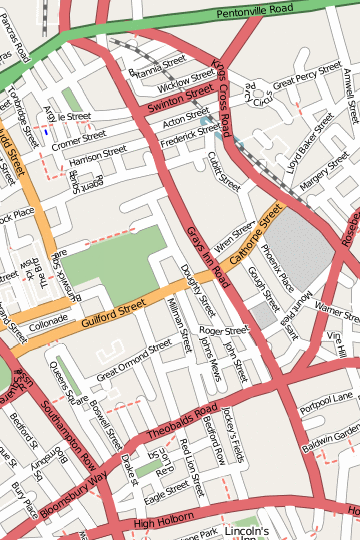
Una mappa che mostra il tracciato di Gray's Inn Road.

### Metropolitana di Londra
Le stazioni della metropolitana di Londra più vicine a Gray's Inn Road sono quella di Angel e Chancery Lane.

### National Rail
La strada sorge vicino ai complessi di King's Cross e St. Pancras, due fra gli scali ferroviari più importanti di Londra e del Regno Unito stesso.

### Altre strade
Nel tracciato di Gray's Inn Road confluiscono molte strade. Le più importanti sono:
- Portpool Lane (già citata precedentemente);
- Baldwin' Gardens;
- Verulam Street.

Inoltre è possibile raggiungere facilmente Gray's Inn Road dalle seguenti autostrade:
- La A4 e
- La A40.

## Edifici
Sorgono lungo il tracciato di Gray's Inn Road:

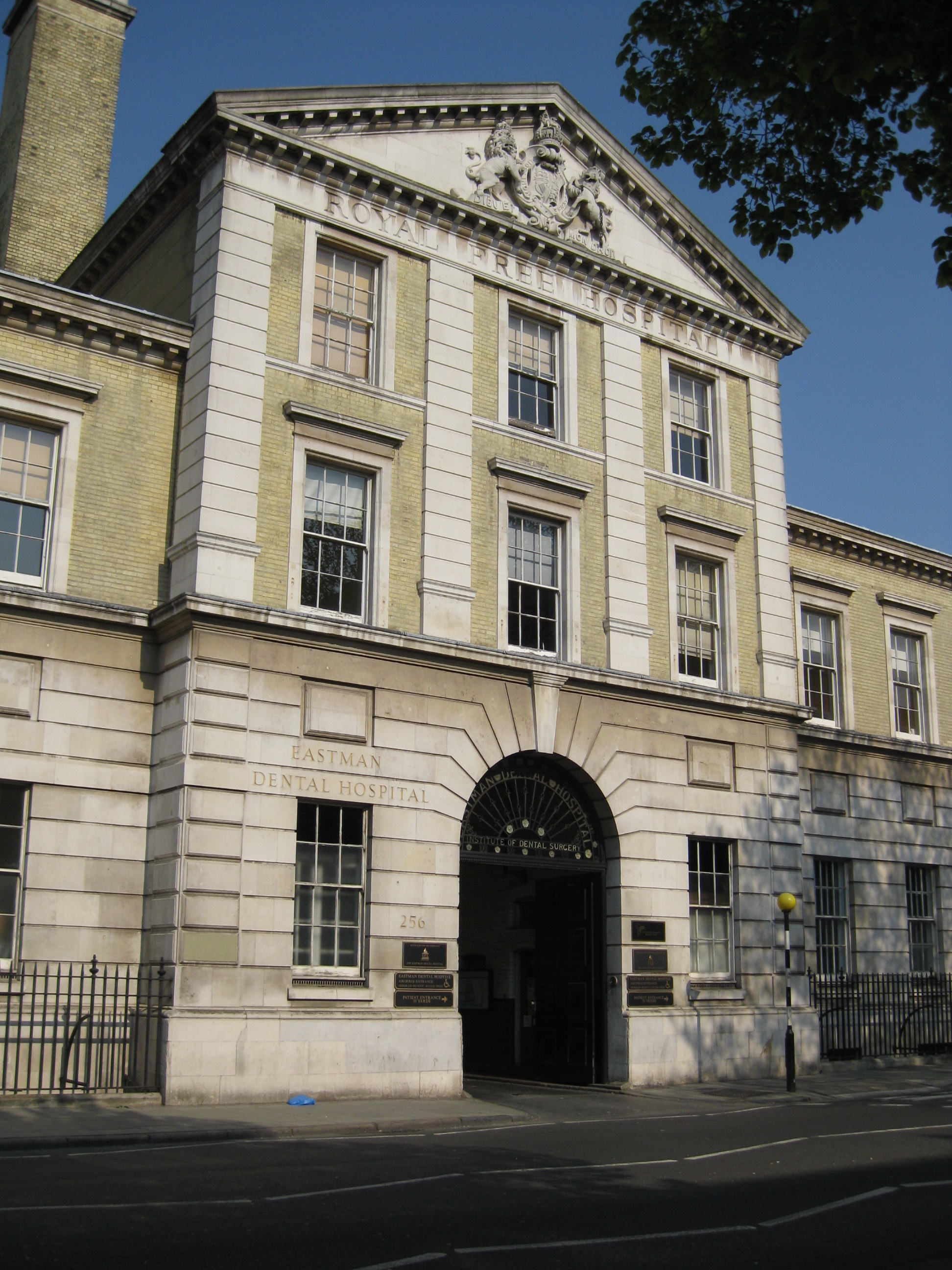
L'Eastman Dental Hospital.
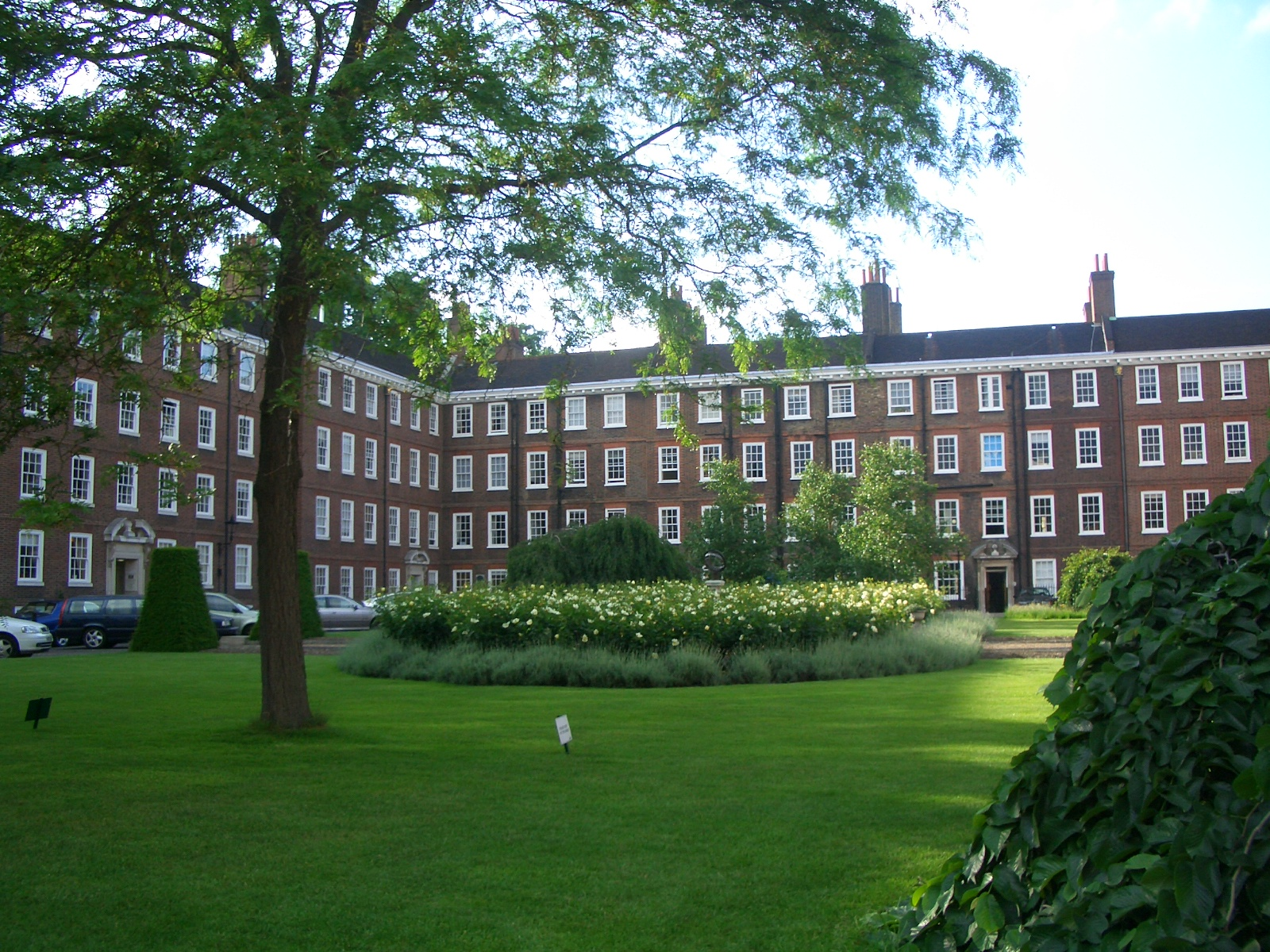
Il Gray's Inn.
La sede della ITN.
La sede della ITV.
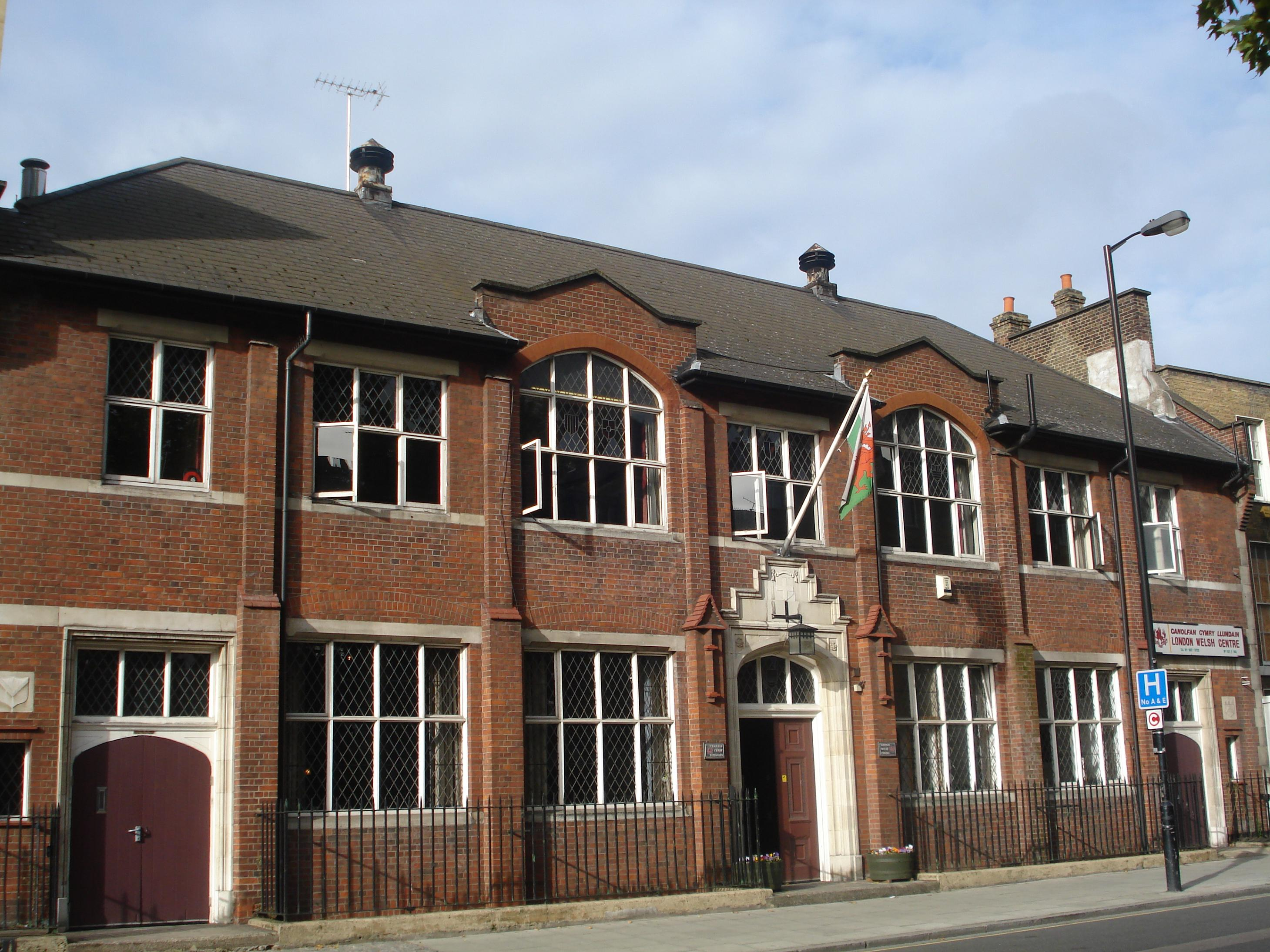
Il London Welsh Centre.

## Galleria d'immagini

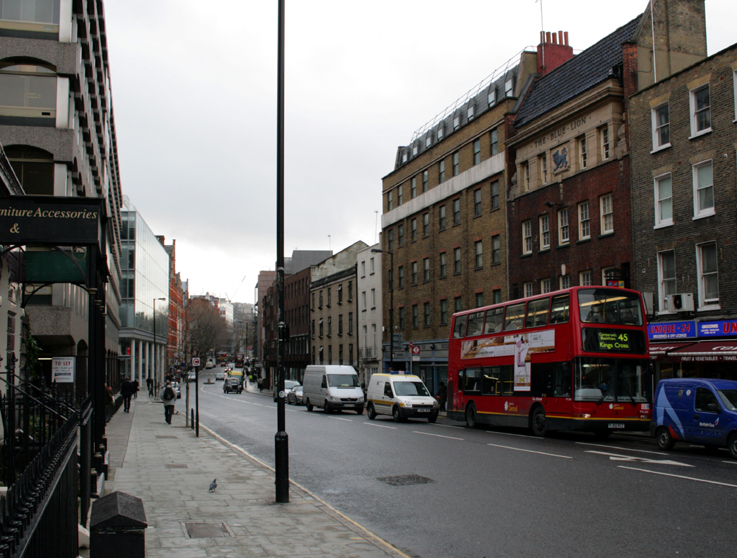
Squarcio di Gray's Inn Road.
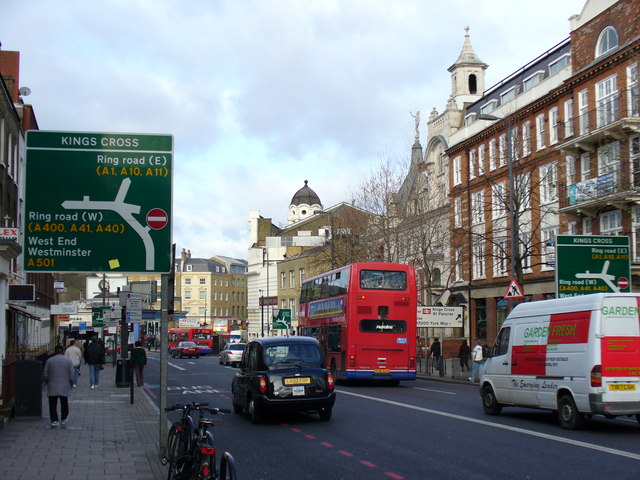
Traffico quotidiano nella strada.
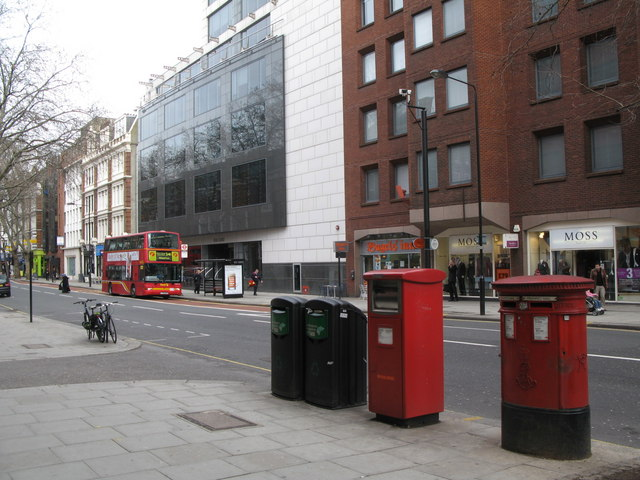
Primo piano di alcune cassette della posta presenti nella strada.
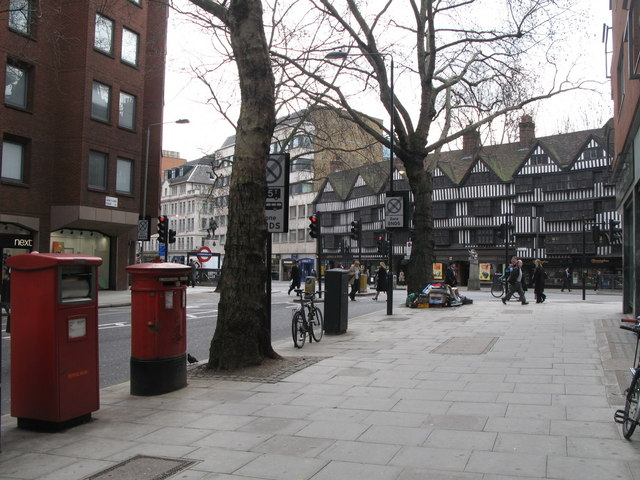
Il termine della strada.
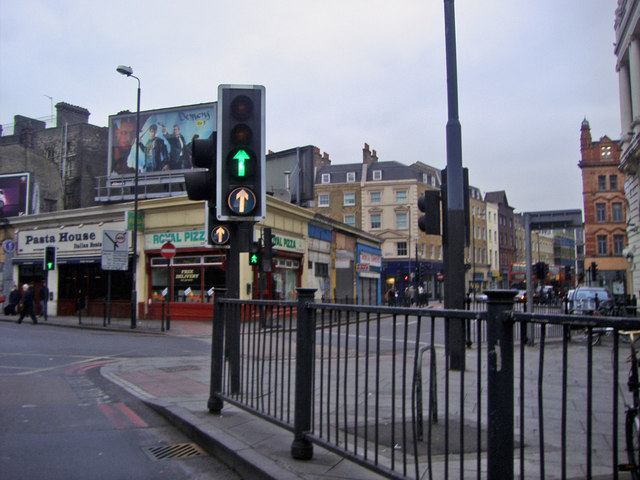
La strada vista dal quartiere di King's Cross.